# Casa de Zogu
A Casa de Zogu é uma dinastia albanesa fundada no final do século XV. A família desde que o Reino da Albânia com o seu único monarca, Zog I da Albânia (1928-1939).

## História
A dinastia foi fundada por Zogu Pasha que migrou para Mati, no final do século XV e foi então nomeado governador  de Mati pelo sultão otomano, com o cargo de Governador, em seguida, tornando-se hereditário dentro do Clã Zogu.
O membro mais famoso da dinastia é Zog I da Albânia, que em 1928 foi proclamado Rei dos Albaneses e governou até que ele foi deposto por Vítor Emanuel III da Itália e da invasão italiana em 1939. Vétor Emmanuel, posteriormente, assumiu o trono albanês. O filho do rei Zog, Leka I, Príncipe Herdeiro da Albânia, ficou conhecido como Rei Leka I.
O atual chefe da dinastia é Leka II, Príncipe Herdeiro da Albânia, o filho de Leka I, que morreu em 2011. Leka II não tem filhos e é o único descendente vivo do rei Zog I. O atual herdeiro presuntivo é o príncipe Skënder Zogu. Depois dele, existem os seguintes membros masculinos da família Zogu que estão vivendo atualmente que também poderiam tornar-se herdeiro.
- Xhemal Pasha Zogu (1860-1911)
  - SA o Príncipe Xhelal Bey Zogu (1881-1944)
    - (1) Príncipe Skënder Zogu (n. 1933)
    - (2) Príncipe Mirgin Zogu (n. 1937)
      - (3) Príncipe Alexandre Zogu (n. 1963)
      - (4) Príncipe Michel Zogu (n. 1966)

  -  Rei Zog I (1895-1961)
    -  Príncipe Herdeiro Leka I (1939-2011)
      -  Príncipe Herdeiro Leka II (n. 1982)